# رومانس (ویسکانسین)
رومانس (به انگلیسی: Romance) یک منطقهٔ مسکونی در ایالات متحده آمریکا است که در شهرستان ورنن، ویسکانسین واقع شده‌است. رومانس ۲۰۳٫۰ متر بالاتر از سطح دریا واقع شده‌است.